# Снаряжённая масса
Снаряжённая ма́сса — совокупная масса автомобиля с водителем (75 кг) со стандартным оборудованием, всеми необходимыми эксплуатационными расходными материалами (например моторное масло и охлаждающая жидкость), полным баком топлива, но без пассажиров, и груза .
Это определение может быть уточнено правительственными регулирующими ведомствами и другими организациями. Например, производители Европейского союза включают в снаряжённую массу 75 килограммов массы водителя в соответствии с директивой 95/48/EC.
Действующий ГОСТ 33987-2016 также включает в снаряжённую массу транспортного средства водителя массой 75 кг. Поскольку наличие водителя является необходимым условием для движения транспортного средства, масса водителя не должна включаться в полезную нагрузку. (Ранее действовал ГОСТ Р 52389-2005).
Для городских и междугородных автобусов ГОСТ 33987-2016 также включает в снаряжённую массу транспортного средства члена экипажа (75 кг), если в транспортном средстве предусмотрено место для него, а также инструменты, запасное колесо и не менее 90 процентов топлива.
Кроме того для транспортных средств указывают «полную массу» — максимально допустимую массу автомобиля с полной нагрузкой.